# Sphagnum papillosum
Sphagnum papillosum là một loài rêu trong họ Sphagnaceae. Loài này được Lindb. mô tả khoa học đầu tiên năm 1872.

## Hình ảnh

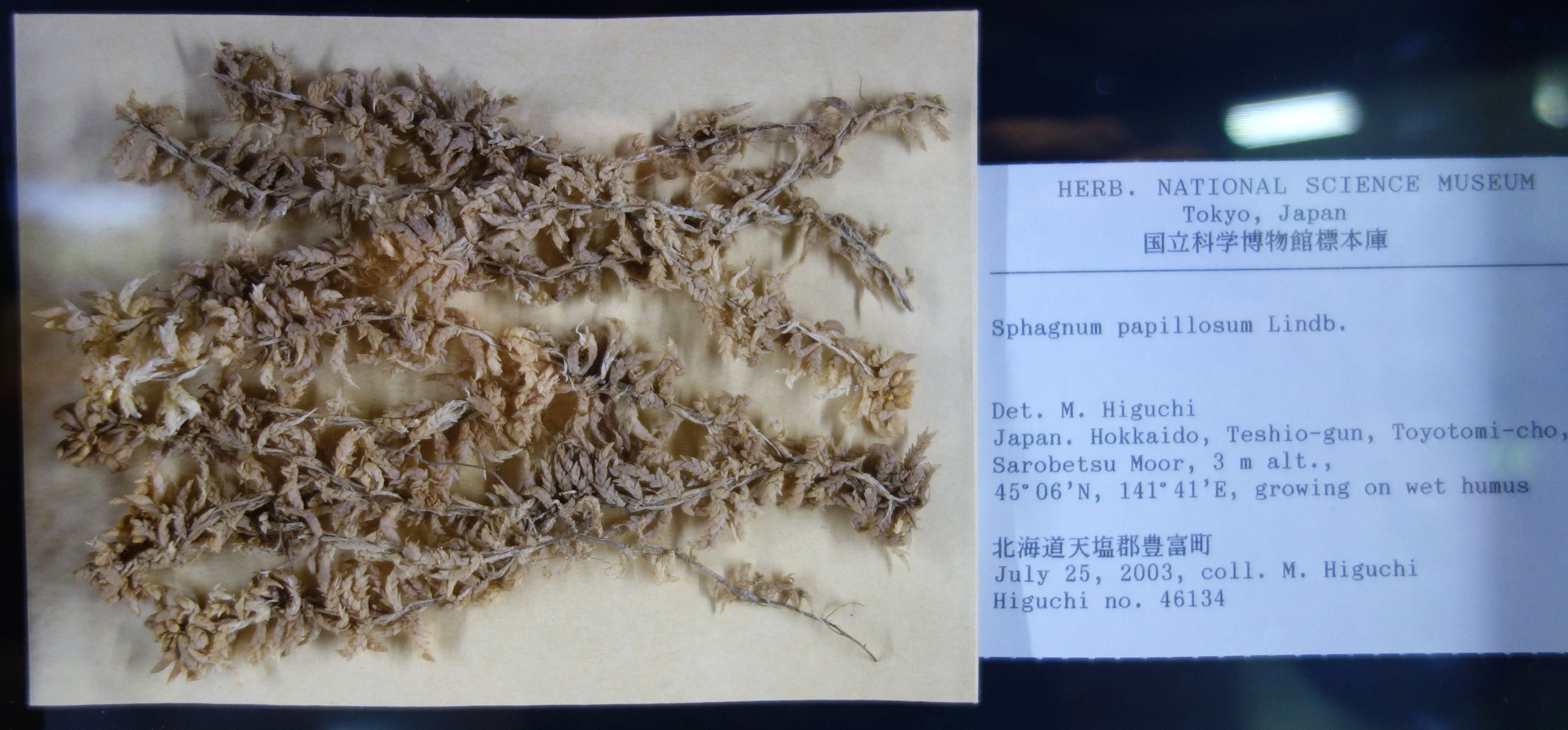
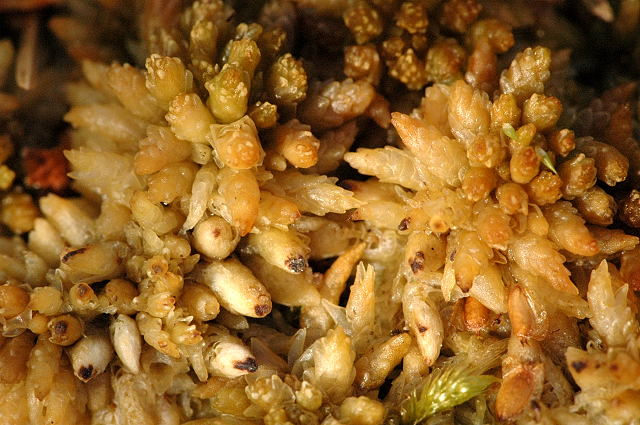